# Tüskés őzlábgomba
A tüskés őzlábgomba (Echinoderma asperum korábban Lepiota aspera), más néven pikkelyes őzlábgomba a csiperkefélék családjába tartozó, Európában és Észak-Amerikában honos, lombos- és fenyőerdőkben, cserjésekben élő, mérgező gombafaj.
Latin nevében a lepiota szóban a lepis pikkelyt, az asper érdest, egyenetlent jelent.

## Előfordulása
Észak-Amerika, Európa.
Magyarországon júniustól októberig szinte mindenütt megtalálható.
Fenyő- és lomboserdőkben, cserjésekben, parkokban, utak szélén egyaránt előfordul. Kedveli a sűrű avart, a tápdús, meszes talajt, egyenként, vagy kis csoportokban nő.

## Megjelenése

### Kalapja
Szélessége 5–15 cm.
A fiatal példányok kalapja kúpos, rozsdás-világosbarna színű, mely idősebb korban sötétedik, ellaposodik.
Széle sokáig aláhajló, majd kissé felálló, a tetejét rásimuló, vagy fekunkorodó, körkörösen elhelyezkedő, könnyen letörölhető sötétbarna pikkelyek tarkítják.

### Lemezei
Vékonyak, sűrűn
és szabadon állók, gyakran villásan elágazóak, az élük szabálytalanul, enyhén szabdalt.
Színük fehér, vagy sárgásfehér színű.

### Spórái
Fehér színűek, henger alakúak, sima felszínűek, méretük 7-8 x 2,5-3 µm.

### Húsa
Fehér színű, mely vágva sem színeződik el.
Íze és szaga is nagyon kellemetlen.

### Tönkje
Hengeres formájú, hossza 5–12 cm, szélessége 0,5-1,5 cm, alja megvastagodott, gumós.  Nagy, lelógó, sötét szélű gallért visel. Színe a gallér felett fehéres, alatta   barna, pikkelyes, szálazott.

## Fogyaszthatósága
Mérgező, de visszataszító íze és szaga miatt is ehetetlen. Az alkohol lebontását gátló koprint tartalmaz, így a gomba elfogyasztása után akár 3–5 napig is mérgezéses tüneteket okoz az alkoholizálás.

## Képgaléria
|  |  |  |  |

## Összetéveszthetősége
A Lepiota fajok közül 11 faj kalapja hegyes, tüskés pikkelyekkel rendelkező, de ezek többsége legtöbbször kistermetű és igen ritka. Meghatározásuk nem könnyű, sok tapasztalatot igényel, sokszor van szükség a szakirodalomra és akár mikroszkóp használatára is.
A közepes termetű őzlábgombákat kerülni kell, mert nem ehetőek, legtöbbjük mérgező.

### Hasonló fajok
- Lepiota acutesquamosa[6]
- Echinoderma calcicola[6] Barnatüskés őzlábgomba
- Lepiota perplexa[6]
- Lepiota pseudoasperula[6]
- Echinoderma hystrix[1] Barnaélű őzlábgomba
- Macrolepiota procera[1] Nagy őzlábgomba

|  |  |  |